# Peter Scholze
Peter Scholze   (Dresden, 11 de desembre de 1987) és un matemàtic alemany conegut pels seus treballs en geometria algebraica. És professor a la Universitat de Bonn i es considera un dels matemàtics actuals més influents.

## Vida
Sholze va estudiar al Heinrich-Hertz-Gymnasium a Berlin-Friedrichshain, un gymnasium a un districte de Berlín orientat a les ciències i les matemàtiques. Com a estudiant, va participar en la Olimpíada Internacional de Matemàtiques, on va guanyar tres medalles d'or (2005, 2006 i 2007) i una de plata (2004).
Va obtenir el doctorat a la Universitat de Bonn el 2012 sota supervisió de Michael Rapoport. Va acabar la carrera en tres semestres i el Màster en 2 semestres addicionals.
Està casat amb una matemàtica i té una filla.

## Treballs
La feina d'en Scholze se centra en aspectes de la geometria aritmètica, com la geometria p-àdica i les seves aplicacions. Va presentar en una forma mes compactada feina anterior de Gerd Faltings, Jean-Marc Fontaine i Kiran Kedlaya. La seva tesi doctoral sobre espais perfectoides va portar a la solució a un cas especial de la conjectura weight-monodromy o de Deligne.
Va ser catedràtic el 2012, a l'edat de 24 anys i després d'acabar el seu doctorat, sent el catedràtic més jove d'Alemanya.
El 2018 va ser nomenat director de l'institut Max Planck de Matemàtiques.

## Premis
Ha rebut nombrosos premis, llistats a continuació
- 2011 fins al 2016, va ser Research Fellow del Clay Mathematics Institute.[13]
- 2012 va ser guardonat amb el Prix i Cours Peccot.
- 2013 va guanyar el premi SASTRA Ramanujan Prize.
- 2014 el Premi d'investigació Clay.
- 2015 el Premi Cole d'Àlgebra.[14]
- 2015 Premi Ostrowski.[15]
- 2015 Premi Fermat de l'Institut de Matemàtiques de Toulouse.[16]
- 2016 Premi Leibniz de la Deutsche Forschungsgemeinschaft.[17]
- 2016 va rebutjar els 100.000 $ del premi "New Horizons in Mathematics Prize" dels Breakthrough Prize.[18]
- 2018 Medalla Fields de la International Mathematical Union "Per transformar la geometria algebraica aritmètica sobre cossos p-àdics a partir de la seva introducció dels espais perfectoides, amb aplicació a les representacions de Galois, i pel desenvolupament de noves teories de cohomologia."[19]